# Белвељо
Белвељо (итал. Belveglio) је насеље у Италији у округу Асти, региону Пијемонт.
Према процени из 2011. у насељу је живело 143 становника. Насеље се налази на надморској висини од 139 м.

## Становништво
| 1931. | 1936. | 1951. | 1961. | 1971. | 1981. | 1991. | 2001. | 2011. |
| ----- | ----- | ----- | ----- | ----- | ----- | ----- | ----- | ----- |
| 843   | 816   | 699   | 534   | 453   | 398   | 339   | 320   | 326   |